# Легер
Легер (фр. Léguer) је река у Француској. Дуга је 58 km. Улива се у Ламанш. 